# Wangennabben
Der Wangennabben ist ein Felsvorsprung in der Heimefrontfjella des ostantarktischen Königin-Maud-Lands. Er ragt nahe dem Bieringmulen im Skjønsbergskarvet auf.
Wissenschaftler des Norwegischen Polarinstituts benannten ihn 1987. Namensgeber ist der norwegische Eisenbahningenieur Johan Wangen (1882–unbekannt), der Widerstandsgruppen gegen die deutsche Besatzung Norwegens im Zweiten Weltkrieg mit Ausrüstung und Waffen versorgt hatte.